# Zénobe Gramme
Zénobe Théophile Gramme (perto de Liège, 4 de abril de 1826 — Bois-Colombes, França, 20 de janeiro de 1901) foi um engenheiro eletricista belga.

## Carreira

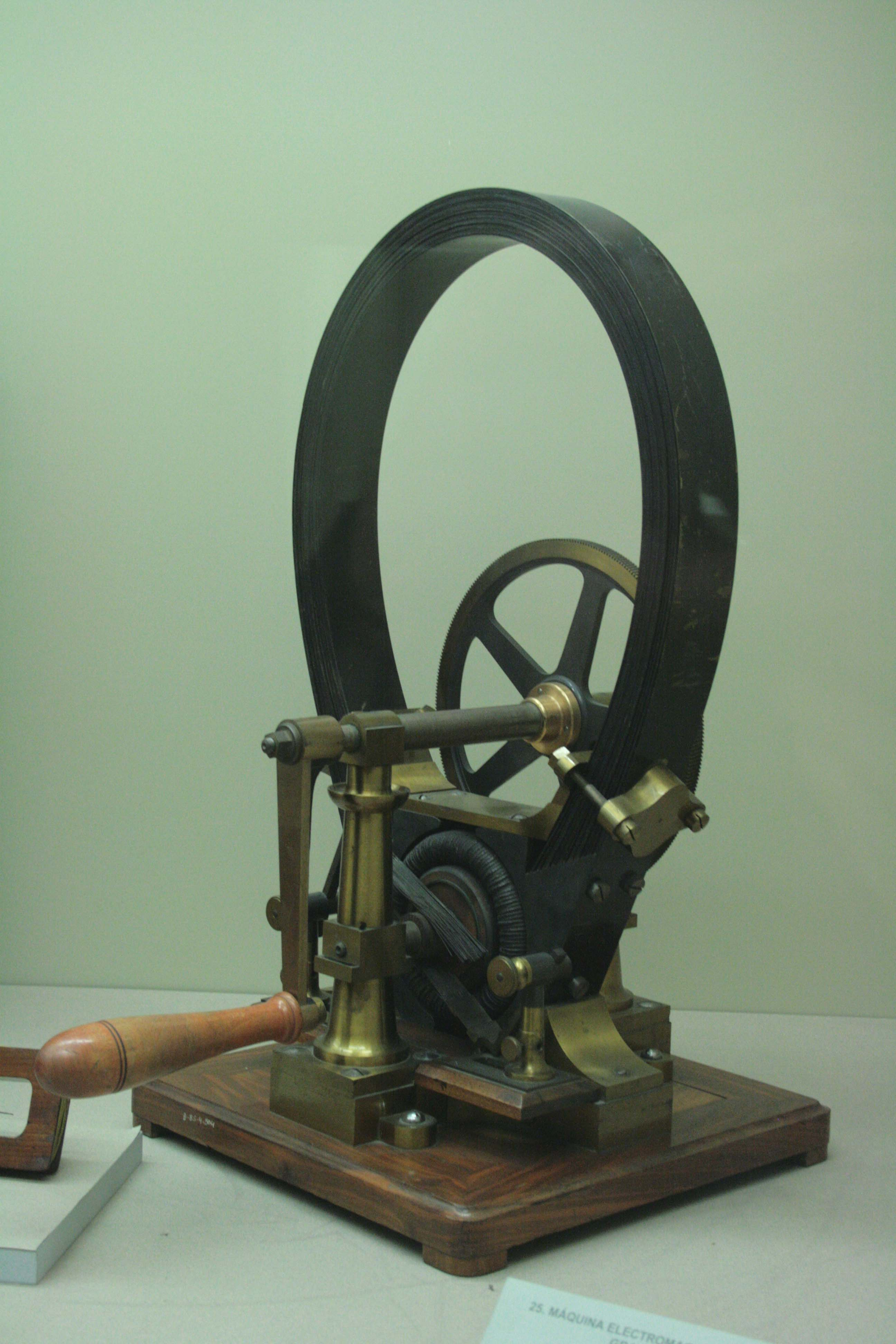
Dínamo de Gramme.

Apesar de ser semialfabetizado e não ter conhecimentos avançados de matemática, em 1869, ele inventou a Máquina de Gramme, um dínamo (dispositivo que converte energia mecânica em energia elétrica) capaz de gerar tensão contínua, muito mais elevada do que os dínamos da época.
Em 1873 ele descobriu acidentalmente que o dispositivo era reversível. Quando ligado a uma fonte de corrente contínua, ele girava passando então a funcionar como um motor. A Máquina de Gramme foi o primeiro motor elétrico potente usado com sucesso na indústria.
Antes de sua invenção, os motores elétricos possuíam baixa potência e apenas eram usados como brinquedos ou curiosidades de laboratório.
Zénobe Théophile Gramme faleceu em Bois-Colombes, França, e foi sepultado no cemitério do Père Lachaise em Paris.
Na cidade de Liège, há uma escola, batizada L'Institut Gramme.
Em 2005 ele terminou em 23º lugar na eleição de Le plus grand Belge (O Maior Belga), programa de televisão transmitido em língua francesa pela RTBF da Bélgica e inspirado no programa da  BBC 100 Greatest Britons (100 Maiores Britânicos).

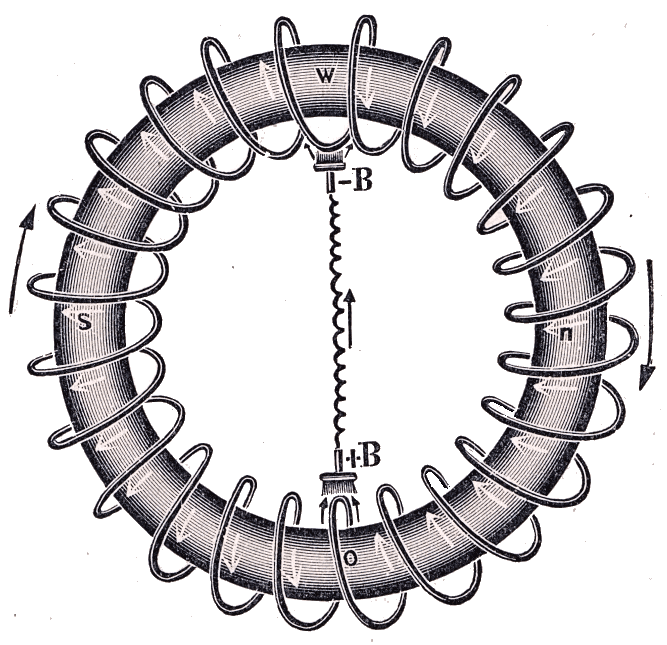
Parte da Máquina de Gramme.
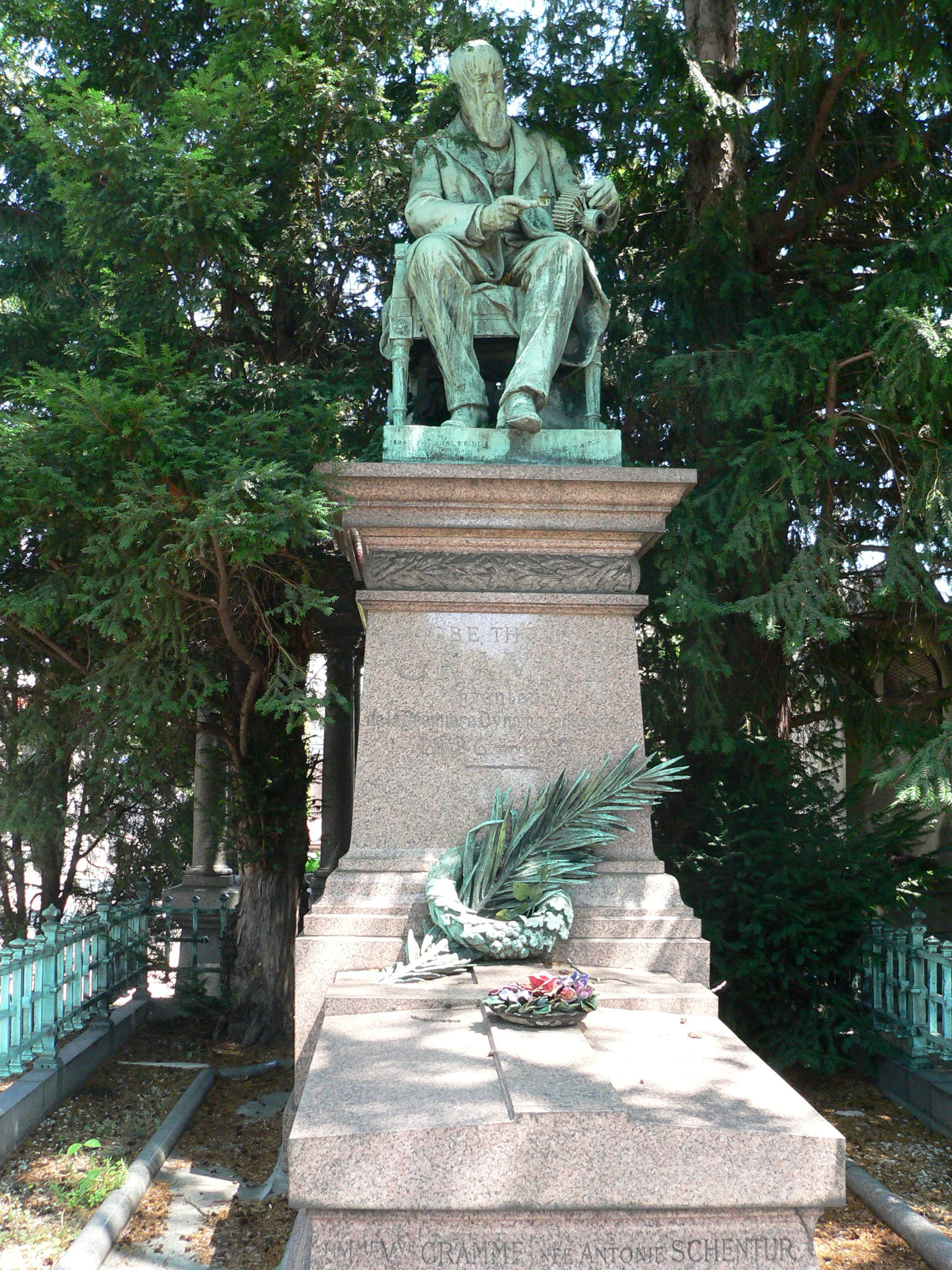
Túmulo de Zénobe Gramme.
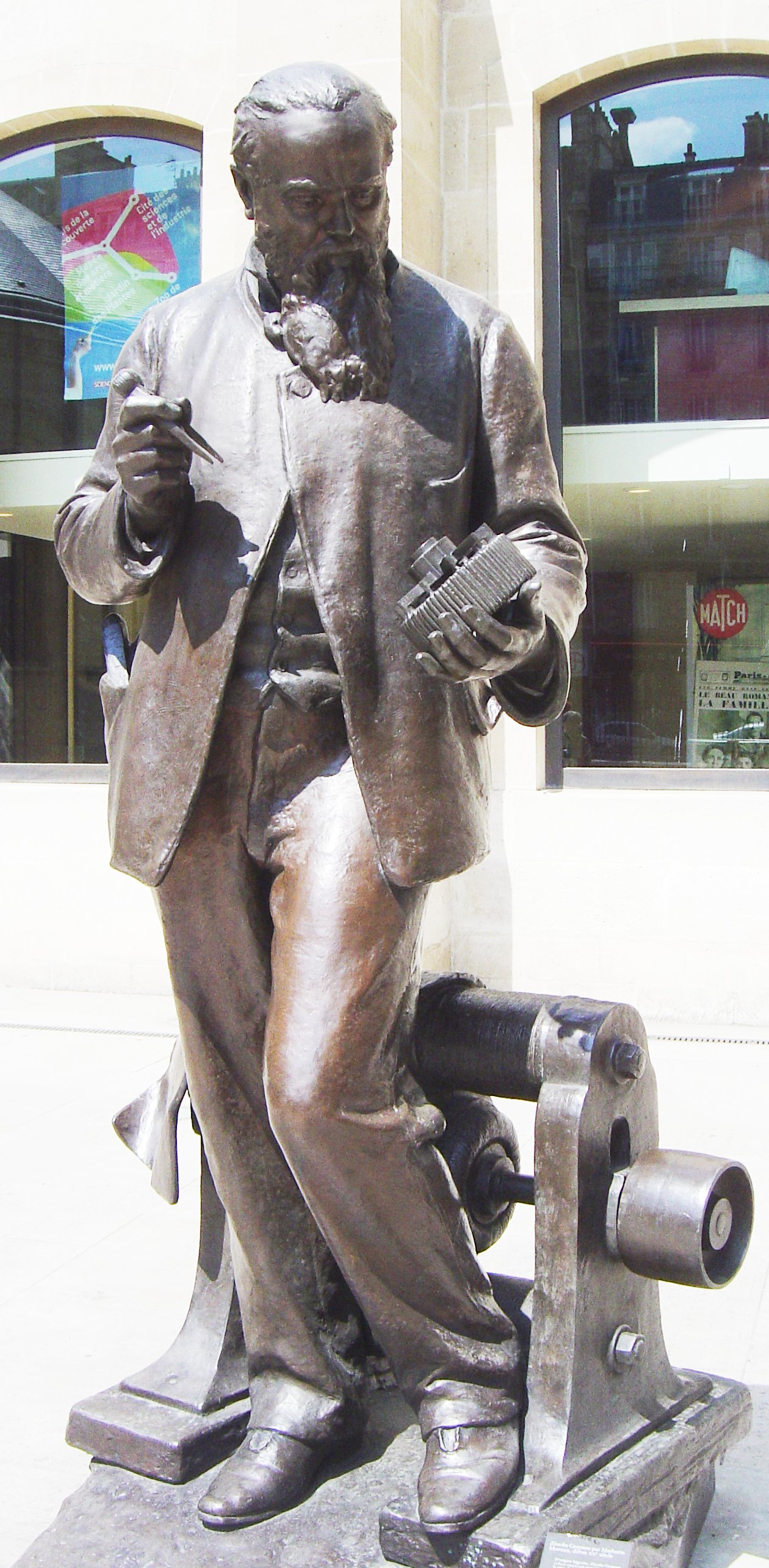
Estátua no Musée des Arts et Métiers em Paris.